# Aleksej Jurca
Aleksej Jurca, slovenski čudežni otrok, * 2000, Ljubljana.
Jurca je devetletno osnovno šolanje zaključil v sedmih letih, po maturi na ljubljanski Gimnaziji Bežigrad pa je leta 2017 postal študent Univerze v Novi Gorici. Leta 2017 je zmagal na 11. mednarodni olimpijadi iz astronomije in astrofizike in s tem postal prvi slovenski absolutni zmagovalec na katerikoli naravoslovni olimpijadi znanja. Istega leta je na 15. mednarodni lingvistični olimpijadi prejel bronasto posamično odličje, medtem ko je slovenska ekipa kot celota prejela bronasto medaljo. Za svoje uspehe je od slovenskega predsednika Boruta Pahorja prejel jabolko navdiha.

## Pomembnejši dosežki
- 1. mesto na 11. mednarodni olimpijadi iz astronomije in astrofizike IOAA (2017)
- zlata medalja na mednarodni olimpijadi iz fizike IPhO (2017)[5]
- srebrna medalja na evropski fizikalni olimpijadi EuPhO (2017)[6]
- bronasta medalja na mednarodni lingvistični olimpijadi IOL (2017)
- 3. mesto na ekipnem delu lingvistične olimpijade IOL (2017)[7]
- zlata ekipna medalja na evropski naravoslovni olimpijadi EUSO (2016)[8]
- srebrna medalja na 10. mednarodni olimpijadi iz astronomije in astrofizike IOAA (2016)[9]
- bronasta medalja na olimpijadi iz fizike IPhO (2016)[10]
- bronasta medalja na olimpijadi iz fizike IPhO (2015)[11][12]
- pohvala na olimpijadi iz astronomije in astrofizike IOAA (2015)
- srebrna ekipna medalja na evropski olimpijadi iz naravoslovja EUSO (2015)[13]
- 1. mesto na Sankt-peterburški astronomski olimpijadi (2017)[14]
- 1. nagrada na Sankt-peterburški astronomski olimpijadi (2016)[15]
- 1. nagrada na Sankt-peterburški astronomski olimpijadi (2015)[16]
- 1. mesto na astronomskem tekmovanju treh dežel (2017)[17]